# Quinta Real de Caxias

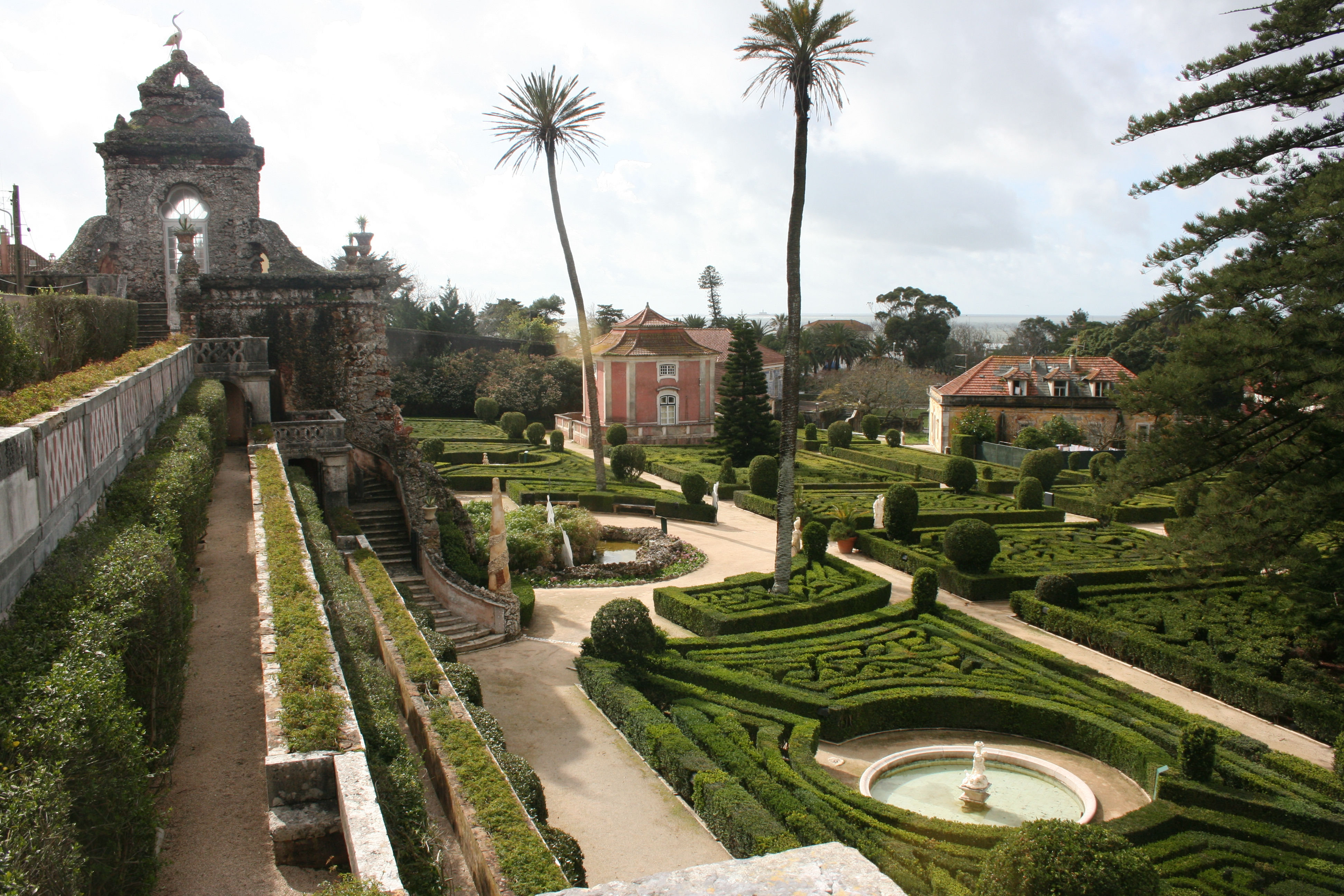
Jardim, galeria e cascata

A Quinta Real de Caxias, ou Jardim da Cascata, ou Jardins da Quinta Real de Caxias, é o principal parque de Caxias, Oeiras, classificado como Imóvel de Interesse Público desde 1953. 

Trata-se de um espaço de passeio criado em torno dos jardins do Paço Real de Caxias, sendo um exemplo das Quintas de Recreio que caracterizam Oeiras, e atualmente um dos elementos de maior interesse arquitetónico e histórico. É um exemplar único no panorama da arte dos jardins pelo valor arquitetónico, escultórico e alegórico do conjunto da cascata, miradouro e grupos escultóricos. As suas esculturas de Machado de Castro são envolvidas por um ambiente ao estilo de Versailles.

## Localização
Encontra-se em frente à Estação de Caxias, a aproximadamente 100m. Basta atravessar o Jardim das Palmeiras e a Estrada da Gibalta.

## Descrição
Famosa pela sua cascata, estes jardins convidam a agráveis passeios ao modo da sofisticada vida social do século XVIII. Quando ativa, a cascata verte sobre o lago, onde se salienta o conjunto escultórico de Machado de Castro. As estátuas representam uma cena mitológica em que a Deusa Diana vinha tomar banho junto da gruta onde o seu amado pastor Endimião dormia um sono eterno. Das estátuas partem vários jogos de água, emprestando ainda mais movimento aos figurantes deste gigantesco palco wagneriano.
A Quinta Real de Caxias tem ainda galerias comunicantes, duas salas com pintura decorativa e o Paço Real. Palmeiras e araucárias ajudam a embelezar os jardins localizados em Caxias, muito perto da Praia de Caxias. A sua obra e embelezamento se arrastaram durante o século XVIII e início de XIX. O conjunto dos jardins e da quinta tiveram várias fases de construção, tendo a propriedade sido progressivamente aumentada. Existia uma malha geométrica que percorria a propriedade de acordo com os eixos definidos pelo caminho principal e cujas diagonais se intercetavam formando clareiras enquadradas por canteiros de buxo onde se localizavam pequenos lagos. A cascata foi construída pelos irmãos Mathias Francisco e situa-se no centro do jardim sendo ornamentada com elementos escultóricos de onde partem jatos de água.

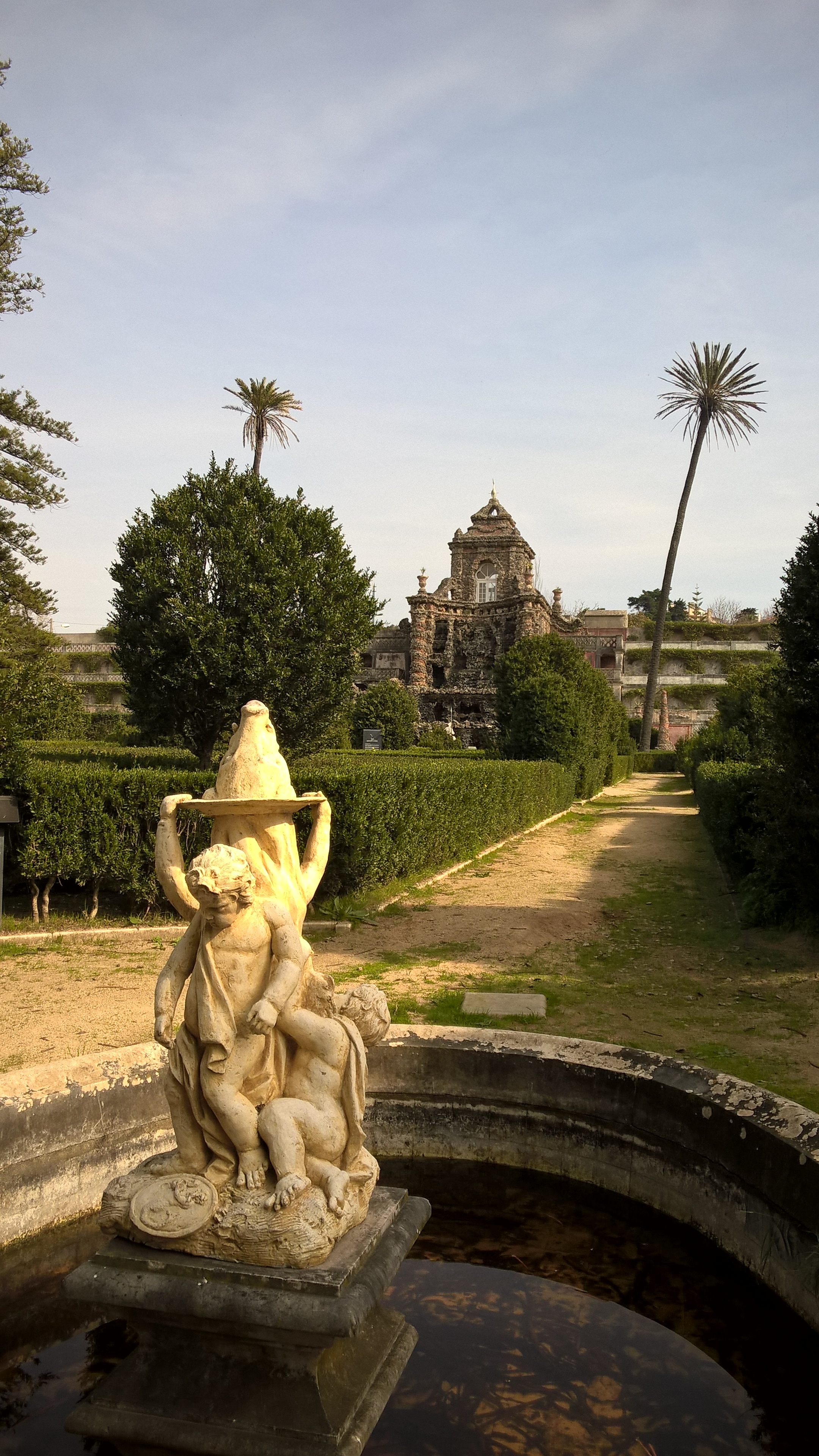
Fonte com putti e a cascata em fundo

## História
Propriedade da Casa do Infantado, a Quinta Real de Caxias, com o respectivo palácio, foi mandada edificar na primeira metade do século XVIII pelo Infante D. Francisco de Bragança, filho de D. Pedro II e D. Maria Sofia de Neuborg, irmão de D. João V. Prolonga-se a sua construção até ao início do séc. XIX. Das obras da 2ª metade do séc. XVIII datam a construção da Cascata monumental e organização do jardim, bem como os grupos escultóricos em terracota da autoria de Machado de Castro (1731-1822), considerado o maior escultor português da época.
O conjunto dos jardins e Quinta real sofreu várias fases de construção, tendo a propriedade aumentado por sucessivas incorporações de outros casais, unificando as várias parcelas primitivamente separadas por muros. Situado mesmo à beira-mar, este pequeno "Jardim Le Nôtre", como Branca Colaço o classifica nas suas “Memórias da Linha de Cascais”, é bem um exemplo da sofisticada vida social do século XVIII. A moda do Jardim Francês e a grandiosidade e espetacularidade dos jardins do padre de Versailles, concebidos pelo grande mestre André Le Nôtre, especialista de jardinagem do Rei Sol, Luís XIV, foi copiada e imitada por todas as Cortes Europeias da época. A utilização da água como elemento de ornamentação é também característica deste estilo aparecendo associada aos mais variados elementos construídos. Um deste exemplos é a cascata, elemento típico dos jardins barrocos muito utilizado em Portugal no séc. XVIII.
Foi quinta de recreio da rainha D. Maria I e D. Luís usou-o como residência durante algumas semanas antes de se estabelecer no Palácio da Ajuda. Nestes encantadores jardins, inspirados nos do Palácio de Versalhes, encontramos lagos, jogos de água e arbustos com formas geométricas, a evocar os faustos barrocos. A recuperação levada a cabo pela Câmara de Oeiras mereceu o Prémio Europeu atribuído à Recuperação de Jardins Históricos. A quinta está classificada como Imóvel de Interesse Público desde 1953.
Em 2016 o Estado pretende concessionar o edifício a privados com o compromisso de reabilitação, preservação e conservação por parte dos investidores.